# پژو ۱۰۷
پژو ۱۰۷ (به انگلیسی: Peugeot 107) یک خودرو در کلاس خودرو شهری است که از ژوئن سال ۲۰۰۵ تا ژوئیه سال ۲۰۱۴ میلادی تولید می‌شده‌است. این خودرو با ۲ موتور ۱/۰ لیتری ۶۹ اسب بخاری و ۱/۴ لیتری ۵۴ اسب بخاری عرضه می‌شد که به ترتیب بنزینی و دیزلی بودند. پژو ۱۰۷ در سال ۲۰۰۵ پس از توقف تولید پژو ۱۰۶ در سال ۲۰۰۳، جایگزین آن شد. این خودرو از سال ۲۰۰۵ تا ۲۰۱۴ دو بار فیس لیفت شده‌است. این خودرو در طول زمان تولیدش در شهر کلین واقع در کشور جمهوری چک در کمپانی تویوتا پژو سیتروئن اتومبیل چک مونتاژ می‌شد. این خودرو چهار نفره در طول عمرش به دو صورت سه در هاچ بک و پنج در هاچ بک تولید می‌شد. از این خودرو بیش از ۶۵۰ هزار دستگاه تولید شده‌است. قیمت این خودرو در سال ۲۰۱۲ میلادی از ۸۰۰۰ یورو آغاز می‌شد.
در سال ۲۰۱۴ میلادی تولید این خودرو متوقف شد و پژو ۱۰۸ به عنوان جایگزین آن به بازار عرضه شد.

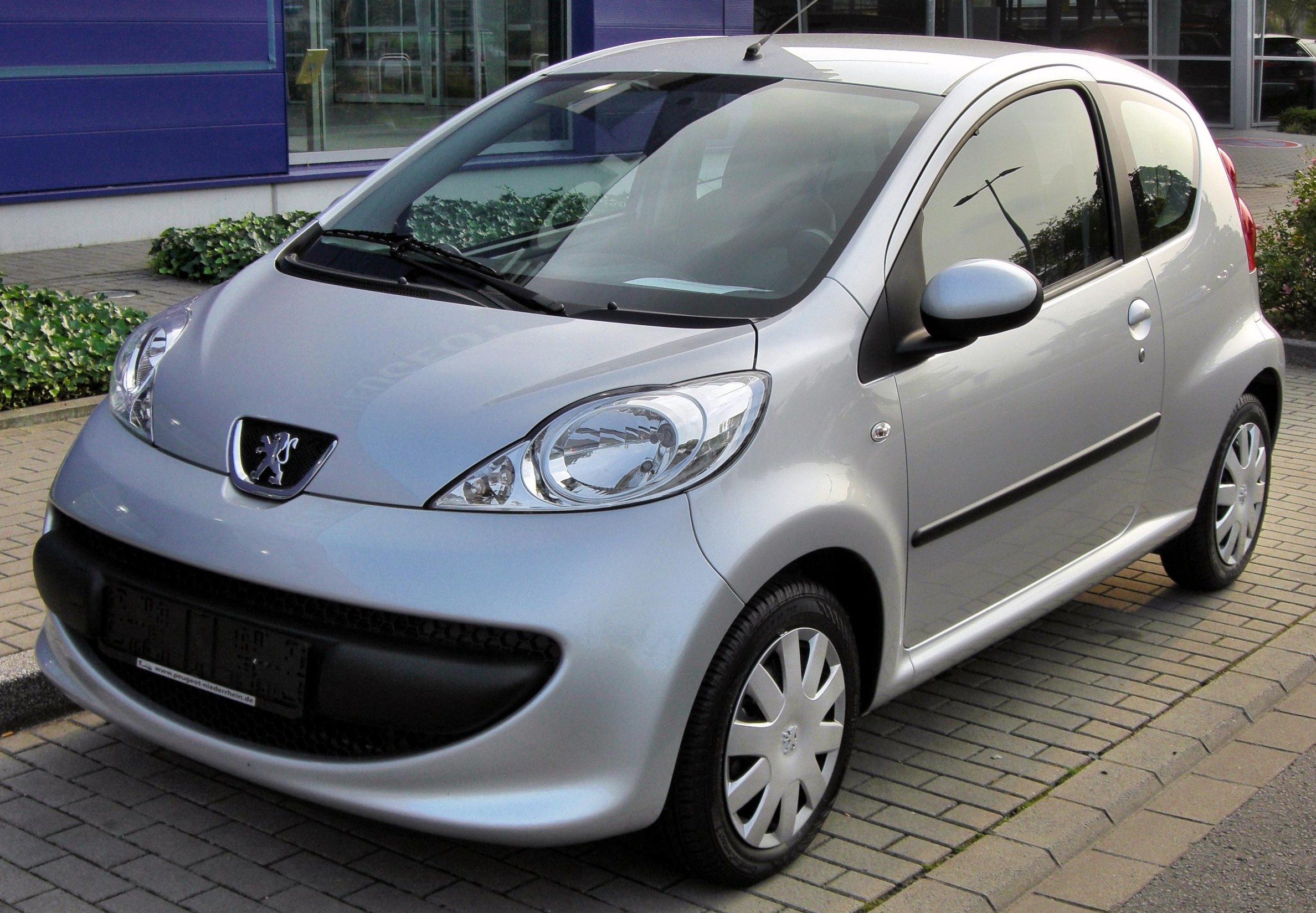
پژو ۱۰۷ فاز یک
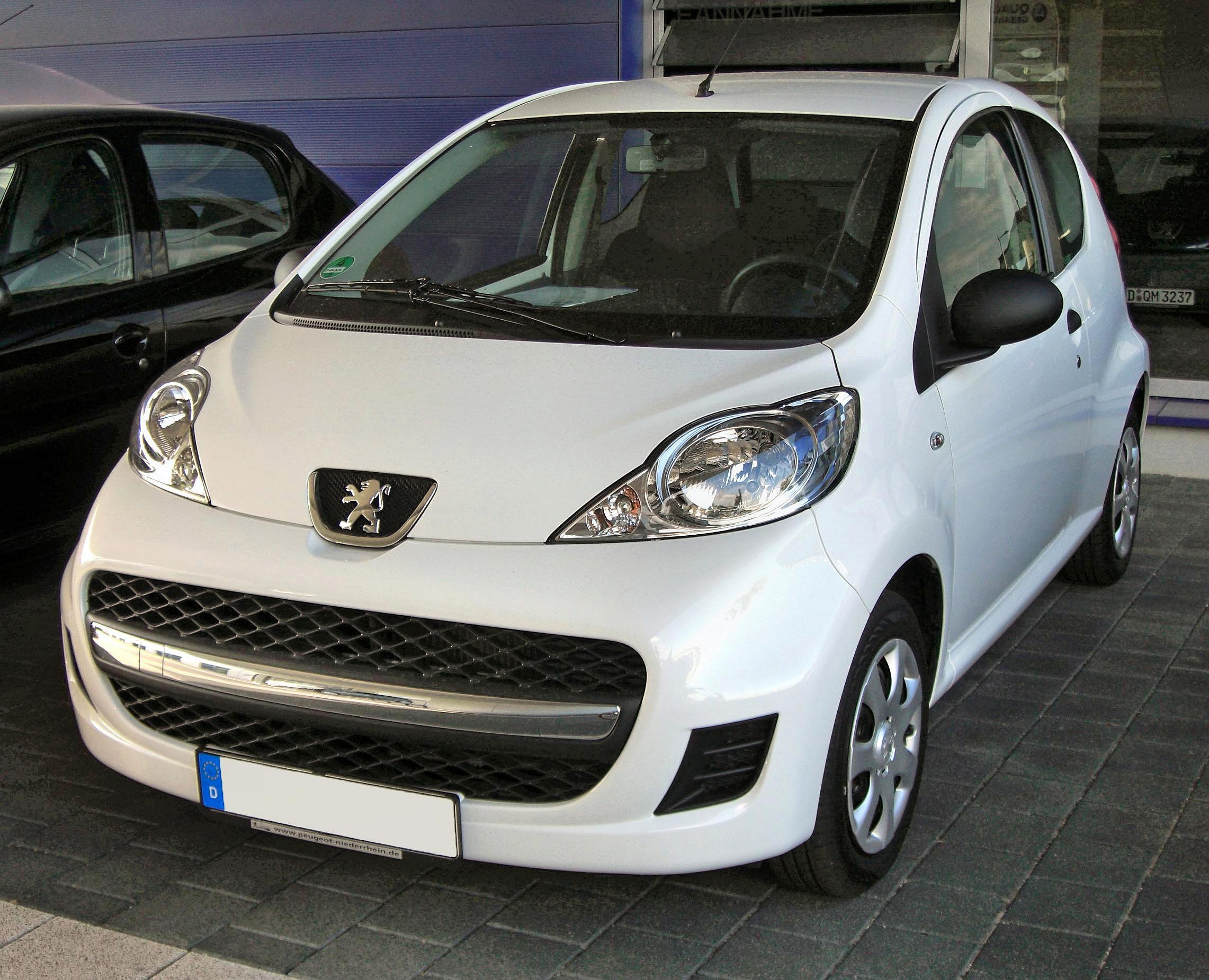
پژو ۱۰۷ فاز دو
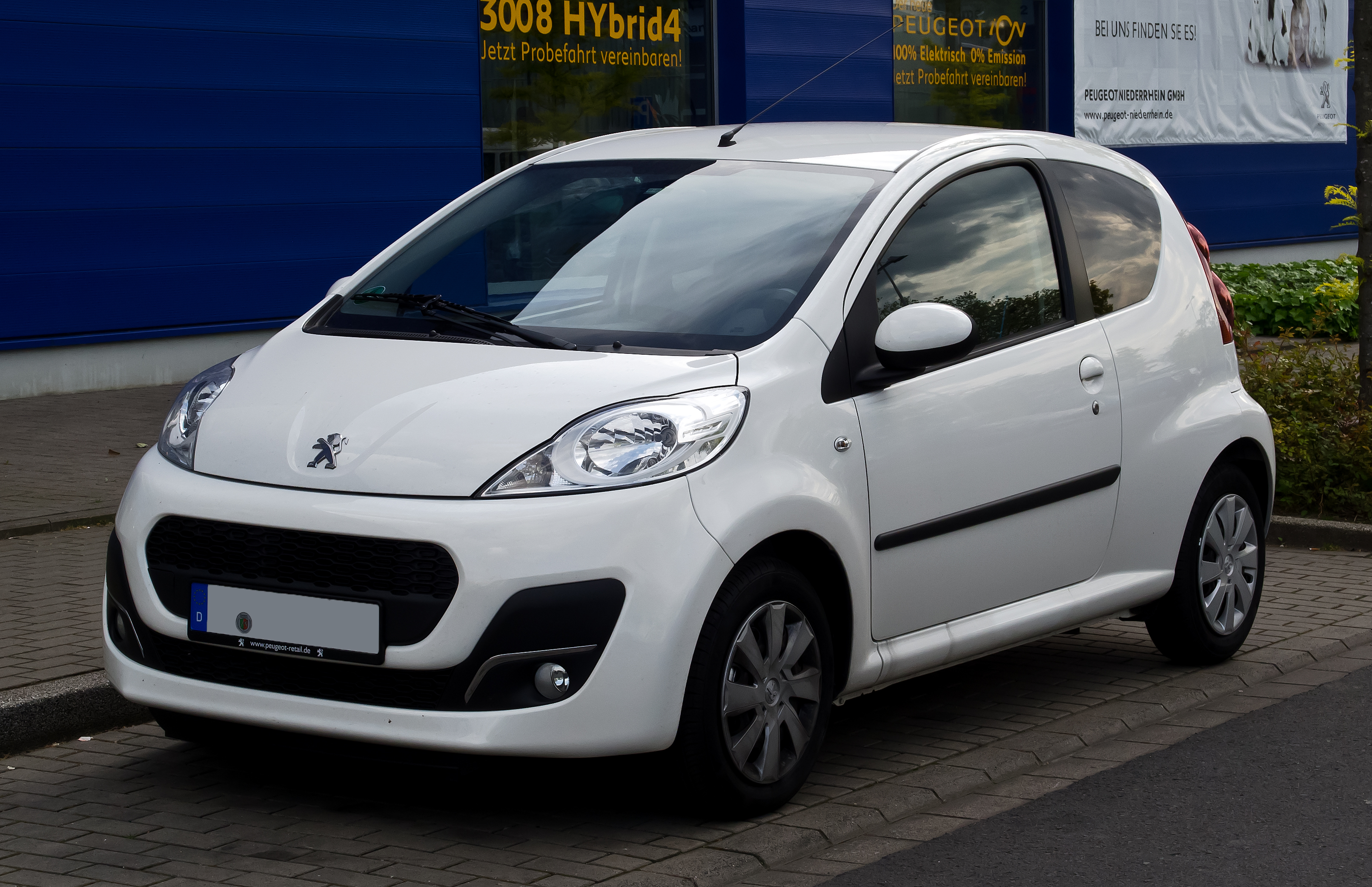
پژو ۱۰۷ فاز سه

## سیتروئن سی۱ و تویوتا آیگو
دو خودروی سیتروئن سی۱ نسل اول و تویوتا آیگو نسل اول برمبنای پژو ۱۰۷ تولید می‌شدند و همزمان با این خودرو رونمایی شدند. هر سه خودرو دریک کارخانه و بر اساس یک سکو و با قطعات یکسان تولید می‌شدند و تفاوت آن‌ها به شکل ظاهریشان محدود می‌گشت.

## ایمنی
از آنجاییکه هر سه خودروی پژو ۱۰۷، سیتروئن سی۱ و تویوتا آیگو کاملاً یکسان هستند، مؤسسه یورو ان‌سی‌ای‌پی نتایج حاصل از تست هریک را به بقیه خودروها نیز تعمیم داده‌است. از این رو، سیتروئن سی۱ به عنوان نماینده هر سه خودرو در سال ۲۰۰۵ و تویوتا آیگو به عنوان نماینده هر سه خودرو در سال ۲۰۱۲ مورد تست تصادف این مؤسسه قرار گرفتند.
| نتایج تست سال ۲۰۰۵  |         |
| حفاظت از سرنشینان   | ۴ ستاره |
| ایمنی کودک          | ۴ ستاره |
| حفاظت از عابر پیاده | ۲ ستاره |

| نتایج تست سال ۲۰۱۲                          |     |
| امتیاز مجموع کسب شده از مؤسسه یورو ان‌سی‌ای‌پی |     |
| حفاظت از سرنشینان                           | ۶۸٪ |
| ایمنی کودک                                  | ۷۳٪ |
| حفاظت از عابر پیاده                         | ۵۳٪ |
| ایمنی فعال                                  | ۷۱٪ |

## موتورها
| موتورهای بنزینی | موتورهای بنزینی | موتورهای بنزینی   | موتورهای بنزینی                                        | موتورهای بنزینی                       | موتورهای بنزینی       | موتورهای بنزینی                       | موتورهای بنزینی       |
| مدل             | موتور           | حجم موتور (سی سی) | قدرت موتور                                             | گشتاور                                | 0-100 کیلومتر (ثانیه) | سرعت نهایی                            | میزانCO2 تولیدی موتور |
| --------------- | --------------- | ----------------- | ------------------------------------------------------ | ------------------------------------- | --------------------- | ------------------------------------- | --------------------- |
| 1.0i 12V        | سه سیلندر       | 996 cc            | ۶۹٫۷ اسب بخار متری (۵۱ کیلووات؛ ۶۹ اسب بخار) @6000 rpm | ۹۳ نیوتن متر (۶۹ پوند-فوت) @3600 rpm  | 13.7                  | ۱۵۸ کیلومتر بر ساعت (۹۸ مایل بر ساعت) | ۱۰۶                   |
| موتورهای دیزلی  |                 |                   |                                                        |                                       |                       |                                       |                       |
| مدل             | موتور           | حجم موتور (سی سی) | قدرت موتور                                             | گشتاور                                | 0–100 کیلومتر (ثانیه) | سرعت نهایی                            | میزانCO2 تولیدی موتور |
| 1.4HDi 8V       | چهار سیلندر     | 1398 cc           | ۵۵ اسب بخار متری (۴۰ کیلووات؛ ۵۴ اسب بخار) @4000 rpm   | ۱۳۰ نیوتن متر (۹۶ پوند-فوت) @1750 rpm | 15.6                  | ۱۵۴ کیلومتر بر ساعت (۹۶ مایل بر ساعت) | ۱۰۹                   |

## جانشین
طبق اعلام شرکت پژو جایگزین ۱۰۷ مدل ۱۰۸ است که از آن در ژوئیه سال ۲۰۱۴ معرفی شد و در همان سال به عنوان جایگزین مدل ۱۰۷ بر روی خط تولید قرار گرفت.

## جدول تولید و فروش
| سال  | تولید   | فروش    | توضیح                                             |
| ۲۰۰۵ | ن/م     | 34,600  |                                                   |
| ۲۰۰۶ | ن/م     | 101,700 |                                                   |
| ۲۰۰۷ | ن/م     | 104,400 |                                                   |
| ۲۰۰۸ | ن/م     | 106,500 |                                                   |
| ۲۰۰۹ | 116,100 | 118,600 |                                                   |
| ۲۰۱۰ | 110,550 | 111,900 | All 107s were produced at the TPCA plant in 2010. |
| ۲۰۱۱ | 91,308  | 92,093  | تولید از مرز ۶۶۶٬۹۱۷ دستگاه گذشت.                 |
| ۲۰۱۲ | 74,900  | 76,400  | تولید از مرز ۷۴۱٬۸۰۰ دستگاه گذشت.                 |